# Manuel Bernardes Pereira da Veiga
Manuel Bernardes Pereira da Veiga, primeiro e único barão de Jacutinga ComC (Rio de Janeiro, 25 de novembro de 1766 — 13 de dezembro de 1837) foi um médico brasileiro.
Filho de Félix Bernardes Pereira da Veiga e de Isabel Joaquina da Rosa, casou-se com Matilde Carolina Velho da Veiga.
Recebeu o grau de doutor em medicina pela Universidade de Coimbra, em 11 de agosto de 1798, e de bacharel em filosofia em 30 de junho de 1800.
Depois de viver muitos anos em Portugal e de participar de uma missão científica pela província de Minas Gerais, iniciou com a prática médica no Rio de Janeiro ao curar a princesa real, o que lhe valeu o título de conselheiro e o lugar de primeiro médico da rainha.
Agraciado barão, era também comendador da Ordem de Cristo, de Portugal.